# ترك ستريم
ترك ستريم (بالتركية: TürkAkım أو Türk Akımı)‏، (بالروسية: Турецкий поток)‏ هو خط أنابيب الغاز الطبيعي الذي يمتد من الاتحاد الروسي إلى تركيا. وهو يمتد من محطة ضغط Russkaya بالقرب من أنابا في منطقة كراسنودار الروسية، ويعبر البحر الأسود وينتهي في كييكوي على ساحل تراقيا التركي، حيث يتصل بخطوط أنابيب أخرى. يعد مشروع ترك ستريم بديل لمشروع ساوث ستريم الذي تم إلغاؤه. 
في أعقاب إسقاط سوخوي 24 الروسية من قبل تركيا في نوفمبر 2015، توقف المشروع مؤقتًا. ومع ذلك، تمت استعادة العلاقات الروسية التركية في صيف عام 2016 وتم توقيع الاتفاقية الحكومية الدولية الخاصة بترك ستريم في أكتوبر 2016. وبدأ البناء في مايو 2017 وتم الانتهاء منه في نوفمبر 2018.

## التاريخ
كان أول خط أنابيب مباشر للغاز بين روسيا وتركيا هو بلو ستريم، الذي تم تشغيله في عام 2005. في عام 2009، اقترح بوتين خط بلو ستريم 2 بالتوازي مع بلو ستريم تحت البحر الأسود.  لم يستمر مشروع بلو ستريم 2 وتولى مشروع ساوث ستريم زمام المبادرة، حتى تم التخلي عنه في عام 2014. أعلن الرئيس الروسي فلاديمير بوتين عن مشروع ترك ستريم في 1 ديسمبر 2014، خلال زيارته الرسمية لتركيا. 
في نوفمبر 2015، بعد إسقاط سوخوي 24 الروسية من قبل تركيا، صرح وزير التنمية الاقتصادية الروسي أن مشروع خط أنابيب الغاز ترك ستريم يخضع لتدابير تقييدية ضد تركيا. تم تعليق المحادثات حول المشروع من جانب واحد من الجانب الروسي.  في 5 ديسمبر 2015، قال الرئيس التركي رجب طيب أردوغان إن تركيا أنهت مشروع ترك ستريم، على أساس «عدم امتثال» روسيا للمطالب التركية المحيطة بالمشروع.  في أواخر يوليو 2016، وعقب اجتماع المصالحة في موسكو، أعاد كلا الجانبين المشروع إلى طاولة المفاوضات.   في 10 أكتوبر 2016، وقعت روسيا وتركيا رسمياً الاتفاق الحكومي الدولي في إسطنبول، مما يؤكد الالتزام بتنفيذ المشروع. 
تم توقيع عقد مع المقاول الخارجي Allseas للبدء في الخط الأول في 8 ديسمبر 2016 وللخط الثاني في 20 فبراير 2017.  بدأ وضع الخط الأول في القسم البحري الروسي في 7 مايو 2017.  في 6 مارس 2018، أعلنت الشركة أنها قامت بتركيب أكثر من نصف خط الأنابيب البحري.  اعتبارا من 6 سبتمبر، تم الانتهاء من حوالي 81 ٪، وحتى 19 نوفمبر تم الانتهاء منه بالكامل. 
في نوفمبر 2018، أعلن الكرملين عن زيارة الرئيس الروسي فلاديمير بوتين لمدينة اسطنبول التركية في 19 نوفمبر لحضور حفل إنهاء بناء خط أنابيب الغاز ترك ستريم. 
في نوفمبر 2018، أعلنت صربيا عن استعدادها لبناء المحطة الثانية لخط الأنابيب. من المتوقع أن يبدأ المشروع عملياته بحلول نهاية عام 2019. 
بدأت شركة غازبروم بشحن الغاز عبر ترك ستريم، بما في ذلك بلغاريا ومقدونيا الشمالية، في 1 يناير 2020، حلت محل الإمدادات التي تمر عبر خط أنابيب البلقان في أوكرانيا ورومانيا. تم افتتاح خط الأنابيب في 8 يناير 2020 من قبل الرئيسين بوتين ورجب طيب أردوغان.

## ميزات تقنية
يبدأ خط الأنابيب من محطة ضواغط Russkaya بالقرب من أنابا. يمتد حوالي 910 كيلومتر (570 ميل) للخارج.  نقطة الوصول في تركيا هي كيي كوي، وهي قرية في مقاطعة فيزه في مقاطعة كيركلاريلي في شمال غرب تركيا. من هناك، خط أنابيب بطول 180 كيلومتر (110 ميل) سيتم تشغيله ليصل إلى إبسالا. 
يحتوي خط الأنابيب على خطين بسعة إجمالية تبلغ 31.5 بليون متر مكعب لكل سنة (1.11×1012 قدم3/سنة) من الغاز الطبيعي.  يستخدم كلا الخطين مواسير يبلغ قطرها الخارجي 32 بوصة (810 مـم). التكلفة الإجمالية المقدرة هي 11.4 مليار يورو 
تم تنفيذ المشروع من قبل شركة South Stream Transport BV، وهي شركة تابعة لشركة غازبروم الروسية، والتي تم تأسيسها في الأصل لتنفيذ مشروع ساوث ستريم.  في المناطق القريبة من الشاطئ، تم وضع خط الأنابيب بواسطة سفينة وضع الأنابيب أوداشيا. بالنسبة للجزء العميق من البحر الأسود، تم استخدام سفينة وضع الأنابيب Pioneering Spirit.   وتم تركيب خط الأنابيب في أعماق المياه حتى 7,220 قدم (2,200 م).

## السوق
من المتوقع أن تستهلك تركيا حوالي 15.75 بليون متر مكعب لكل سنة (556×109 قدم3/سنة)، ومن المخطط نقل باقي الغاز إلى الحدود اليونانية التركية ليتم تصديره عن طريق توصيل خطوط الأنابيب إلى أوروبا.  ومع ذلك، هناك مخاوف من عدم وجود قدرة كافية لنقل هذا الكم من الحدود اليونانية التركية إلى أوروبا.  وفقًا للمفوض الأوروبي للطاقة ماروش شيفوفيتش، فإن خط الأنابيب المقترح يتجاوز مطالب العملاء المحتملين.  تشمل مشاريع المتابعة المخطط لها لنقل الغاز الروسي من ترك ستريم إلى أوروبا خط أنابيب Tesla، الذي يمتد من اليونان إلى جمهورية مقدونيا وصربيا والمجر، وينتهي عند مركز الغاز Baumgarten في النمسا؛  و Eastring، المخطط لنقل الغاز شمالًا عبر بلغاريا ورومانيا والمجر وسلوفاكيا.  في أوائل عام 2016، وقعت شركة غازبروم على مذكرة تفاهم مع DEPA SA لتوصيل الغاز الطبيعي إلى أوروبا عبر الرابط التركي - اليوناني - الإيطالي،  وهو طريق جنوبي يمتد من اليونان إلى إيطاليا.
في مايو 2018، أعلنت غازبروم وبوتاش عن اتفاق لإنشاء الجزء الأرضي من خط أنابيب ترك ستريم المعرف باليورو، في حين سيتم الانتهاء من إنشاء جزء المياه العميقة من قبل غازبروم. من المتوقع أن يبدأ أول تدفق للغاز في ديسمبر 2019.  